# Academia de Tenis Mouratoglou
Academia de Tenis Mouratoglou (Mouratoglou Tennis Academy en inglés) es una academia de tenis y centro de entrenamiento en Biot, Alpes Marítimos, Francia. Originalmente llamada Academia Bob Brett, fue fundada en 1996 por Patrick Mouratoglou y Bob Brett. 

## Historia
Fundada en 1996 por Patrick Mouratoglou, la Academia de Tenis Mouratoglou acoge a jugadores de todas las edades y niveles de todo el mundo. Patrick Mouratoglou ha sido mentor de algunos de los más grandes nombres del tenis y ofrece su experiencia a estudiantes apasionados a través de una red de entrenadores formados en sus métodos.
Inicialmente ubicada en Montreuil, Francia, la academia se trasladó en 2016 a su actual sede en Biot, en la Riviera Francesa. Conocida por su enfoque innovador en el entrenamiento de tenis, la academia ha formado a numerosos jugadores profesionales de talla mundial, entre los que destacan Serena Williams, Stefanos Tsitsipas, Coco Gauff, Simona Halep). Las instalaciones, distribuidas en 12 hectáreas, incluyen 33 pistas de tenis, 4 piscinas, un spa de alta gama y un equipo multidisciplinario de entrenadores, preparadores físicos y psicólogos deportivos. La academia ofrece programas de entrenamiento intensivos para jugadores de todos los niveles, así como programas combinados de tenis y estudios académicos.

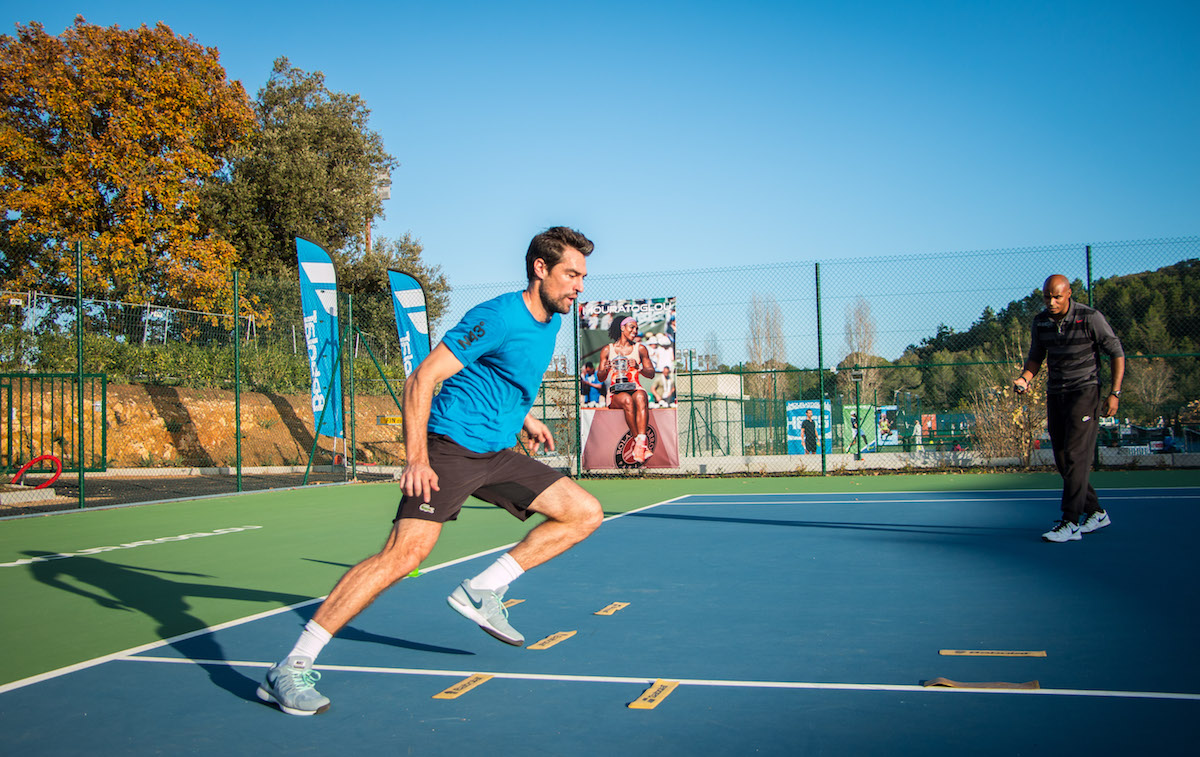
Jeremy Chardy en la Academia de Tenis Mouratoglou

La Academia alberga el Verrazzano Open del ATP Challenger Tour  y el French Riviera Open, un torneo de tenis en silla de ruedas.  También fue sede de tres ediciones del Ultimate Tennis Showdown en 2020 y 2021. 

## Expansión internacional
Desde 2020, la Academia de Tenis Mouratoglou ha abierto cinco centros de tenis fuera de Francia:
- Centro deportivo Yuan Li, Pekín, China.[6]
- Costa Navarino, Gargalianoi, Grecia.[7]
- Cala di Volpe, Cerdeña, Italia.[8]
- Epsom College, Bandar Enstek, Malasia.[9]
- Jumeirah Beach Hotel, Dubái, Emiratos Árabes Unidos.[10]

## Jugadores notables
- Marcos Baghdatis[11]
- Liam Broady[12]
- Naomi Broady[13]
- Jérémy Chardy[14]
- Sorana Cîrstea[15]
- Alizé Cornet[16]
- Grigor Dimitrov[17]
- Ksenia Efremova[18]
- Brenda Fruhvirtová[19]
- Linda Fruhvirtová[20]
- Coco Gauff[21]
- David Goffin[22]
- Anna Kalinskaya[23]
- Ivo Karlović[24]
- Alizé Lim[25]
- Paul-Henri Mathieu[26]
- Rudolf Molleker[27]
- Gilles Müller[28]
- Sada Nahimana[29]
- Anastasia Pavlyuchenkova[30]
- Alexei Popyrin[31]
- Yulia Putintseva[32]
- Aravane Rezaï[33]
- Holger Rune[34]
- Daria Saville[35]
- Sergiy Stakhovsky[36]
- Stefanos Tsitsipas[37]
- Sachia Vickery[38]